# Tatsuta-taisha

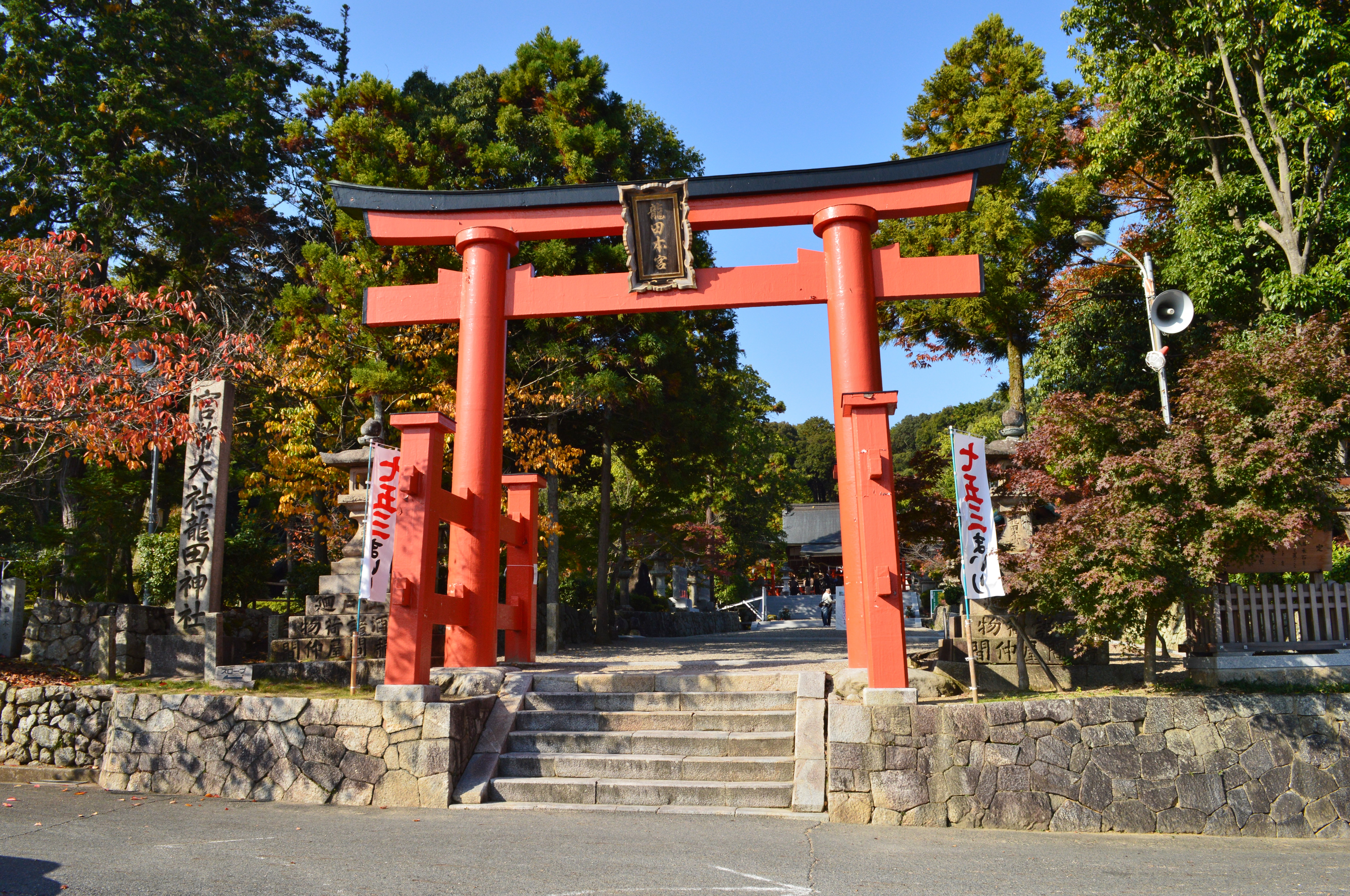
Torii

Tatsuta-taisha (龍田大社) är en shinto-helgedom belägen i Tatsunominami, Sangō i Nara prefektur. Den nämns i verket engishiki från 900-talet (klassificerad som myōjin-taisha) och var en av De Tjugotvå Helgedomarna. Dess f.d. shakaku-rang var kanpei-taisha (kejserlig helgedom, 1:a rang) och den räknas nu till en av shintoförbundets beppyō-jinja (speciella helgedomar). Dess tidigare namn var Tatsuta-jinja. Den är sedan länge känd för sina vindgudar.

## Dedikering
Helgedomen är dedikerad till följande två kami.
- Amenomihashira-no-Mikoto - högra byggnaden
- Kuninomihashira-no-Mikoto - vänstra byggnaden

De kallas gemensamt för Tatsuta-no-Fūjin (Tatsutas vindgudar) jämte Hirose-no-Suijin (Hiroses vattengud) Enligt helgedomens norito är Amenomihashira-no-Mikoto densamma som Shinatsuhiko (manlig kami) och Kuninomihashira-no-Mikoto samma som Shinatobe-no-Mikoto (kvinnlig kami).

## Historia

### Översikt
Enligt engishiki sträcker sig helgedomens historia tillbaka till Kejsar Sujins tid, under det första århundradet f.Kr. Det sägs att efter flera år av dålig skörd och farsotor bestämde sig kejsaren för att persoligen be till himlen och jordens kami om hjälp. Snart därefter besöktes han av Amenomihashira-no-Mikoto och Kuninomihashira-no-Mikoto i en dröm, där de beordrade honom att bygga en helgedom i deras ära vid Tatsuta-berget. Detta genomförde han, och därmed grundades Tatsuta-taisha.
I verket nihon shoki nämns för första gången att ett kejserligt sändebud utskickats den 10 april 675, och att man dyrkat Kaze-no-Kami (vindgudar) vid en allmänning i Tatsuta, samt Ōimi-no-Kami (Wakaukanome) vid åkröken i Hirose.
I jinmyō-chō, vilket utgör en del av verket engishiki, står det att helgedomen klassificerades som myōjin-taisha, och blev i samband med de kejserliga ritualerna tsukinami-no-matsuri och niiname-no-matsuri tilldelat heihaku.
Efter meijirestaurationen blev helgedomen år 1871 klassificerad som kanpei-taisha (kejserlig helgedom, 1:a rang) under namnet Tatsuta-jinja.
År 1948 blev den en av shintoförbundets beppyō-jinja (speciella helgedomar).
I juni 2020 blev helgedomen utsedd till japanskt kulturarv.
Tatsuta-taisha är även känd för sina vackra höstlöv. Tatsuta-hime som dyrkas i en av helgedomens setsumatsusha (Tatsuta Hiko-no-Mikoto-no-yashiro) anses vara höstens gudinna, och har inspirerat många dikter genom tiderna.

### Shinkai (kami-rang)
- 3 augusti 822 - mindre femte rang, längre grad (nihon giryaku)
- 11 juli 850 - mindre femte rang, övre grad (nihon montoku-tennō jitsuroku)
- 25 juli 852 - mindre fjärde rang, lägre grad (nihon montoku-tennō jitsuroku)
- 2 oktober 852 - lägre tredje rang (nihon montoku-tennō jitsuroku)
- 27 januari 859 - övre tredje rang (nihon sandai jitsuroku)

## Huvudsakliga festivaler
- Taki-matsuri (3 april)
- Fūchin-taisai (första söndagen i juli)
- Shūki-taisai (3:e lördagen och söndagen i oktober)

## Område
- 2 Honden
  - Vänstra
  - Högra
- Noritoden
- Shinsensho
- Tatsuta Hiko-no-Mikoto-no-yashiro - dedikering: Hiko-no-Mikoto (比売命)
- Tatsuta Hiko-no-Mikoto-no-yashiro - dedikering: Hiko-no-Mikoto (比古命)
- Amaterasu-Ōmikami-Sumiyoshi-Daijinja
- Hiraoka-Daijin-Kasuga-Daijinja
- Takamochi-Ōhime-sha
- Haiden
- Hakuryū-jinja
- Tatsuta Ebisu-jinja
- Mimuro Inari-jinja
- F.d. Shinsensho
- Kitō Sanshūden
- Korridor
- Shamusho

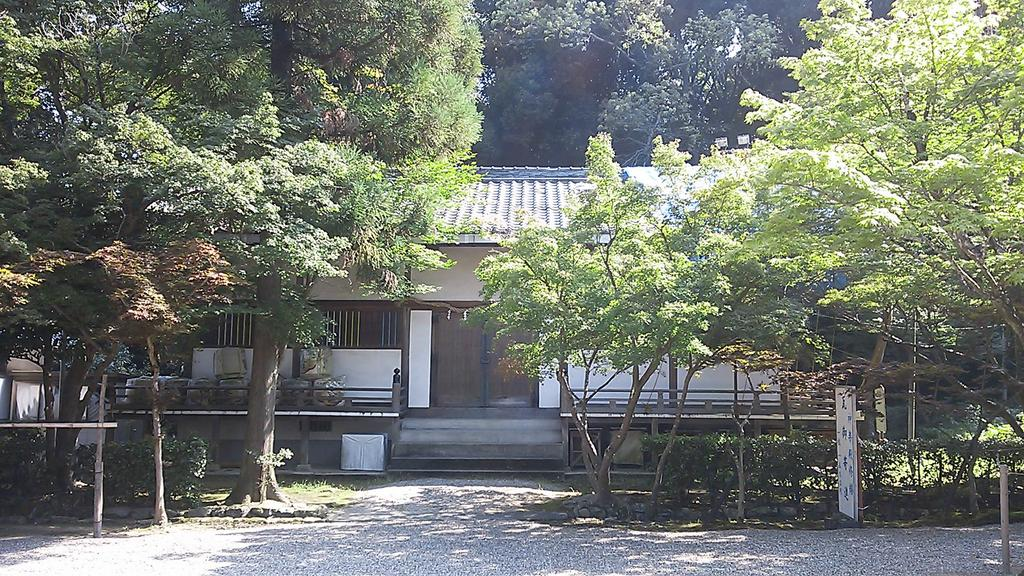
Kagura-den (f.d. haiden)
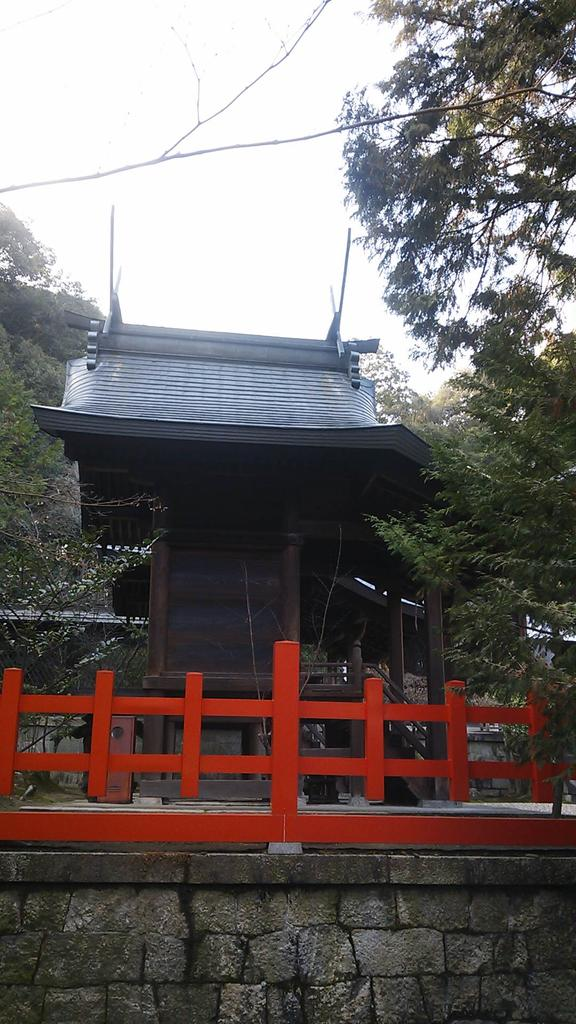
Tatsuta Hiko-no-Mikoto-jinja (vänster)
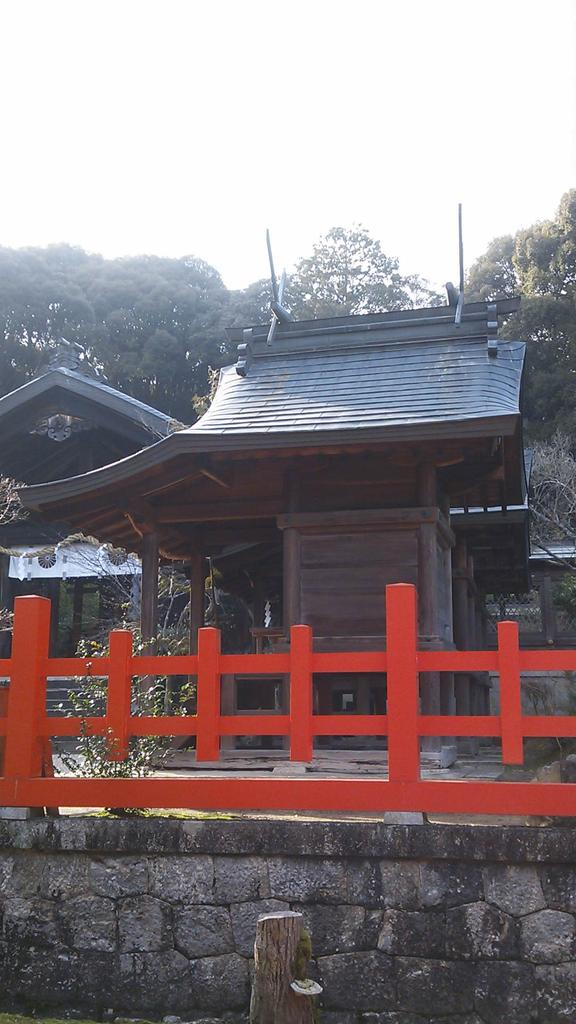
Tatsuta Hiko-no-Mikoto-jinja (höger)
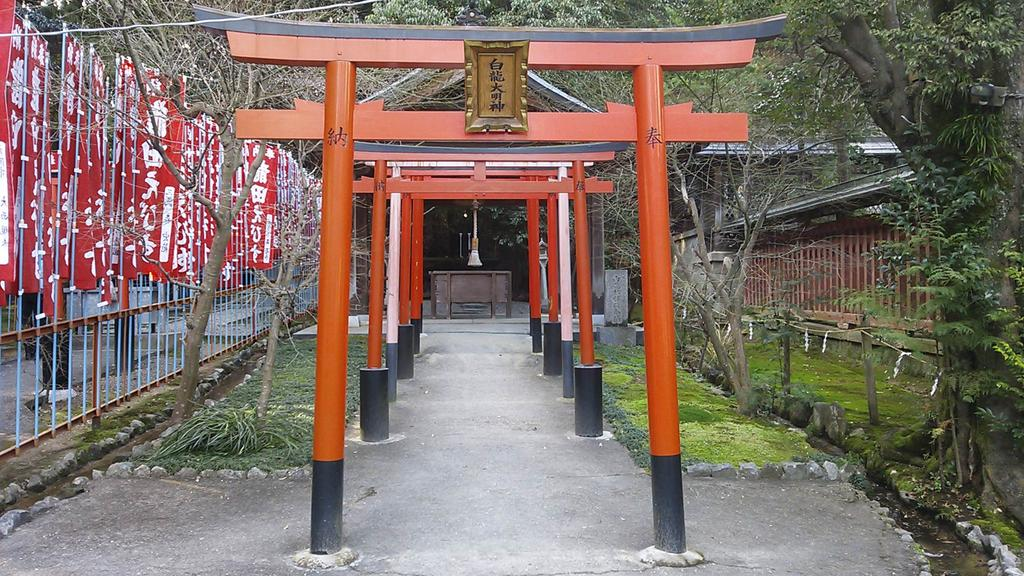
Shitateru-jinja - Sorei-sha
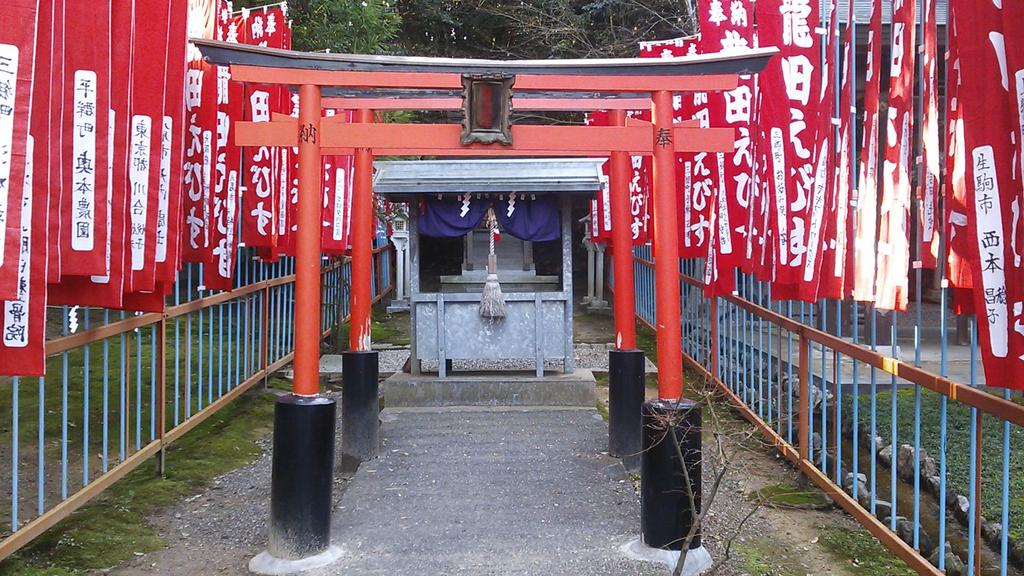
Tatsuta Ebisu-jinja
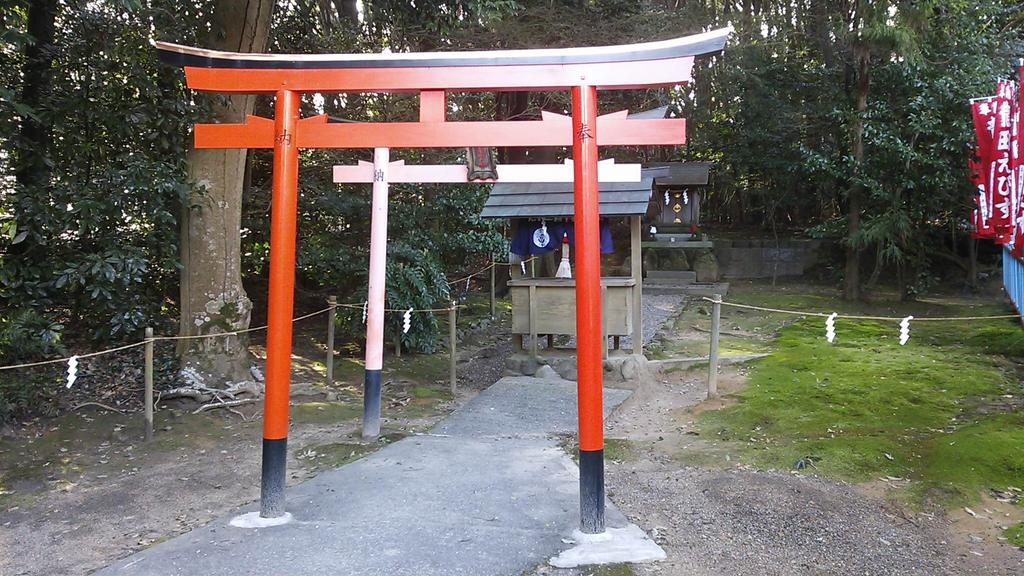
Mimuro Inari-jinja

- Yōhaijo
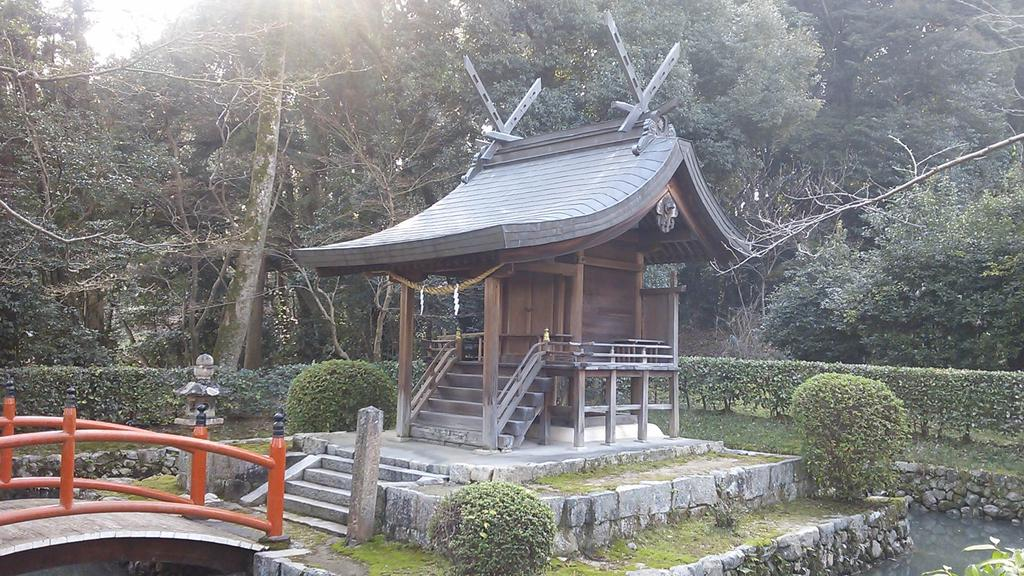
Setsumatsusha utanför området - Kannabi-jinja
- Andra platser ägda av helgedomen
  - Gozagamine
  - Mimuroyama
  - Iwase-no-Mori    - Kagura-den (f.d. haiden)
    - Tatsuta Hiko-no-Mikoto-jinja (vänster)
    - Tatsuta Hiko-no-Mikoto-jinja (höger)
    - Hakuryū-jinja
    - Tatsuta Ebisu-jinja
    - Mimuro Inari-jinja
    - Shitateru-jinja

## Kulturegendomar

### Viktiga kulturegendomar
- Hōsōgesaie Keirōkodō (Hantverk) - Tillverkad under Heian-perioden. Utsedd 15 juni 1995.[2]

### Förlorade kulturegendomar
- Pagod - Utifrån verken "yamato-meishozue" från 1791 och "jinshin kensa kankei shashin" från 1872 vet vi att den fanns en pagod på området, men den är inte bevarad. Den liknade pagoden i Kichiden-ji templet.

## Relaterade böcker
- 安津素彦・梅田義彦編集兼監修者『神道辞典』神社新報社、1968年、37頁
- 白井永二・土岐昌訓編集『神社辞典』東京堂出版、1979年、217頁
- 菅田正昭『日本の神社を知る「事典」』日本文芸社、1989年、187-189頁
- 上山春平他『日本「神社」総覧』新人物往来社、1992年、222-223頁